# متلازمة إمرسلوند-جراسبك
متلازمة إمرسلوند–جراسبك (بالإنجليزية:  Imerslund–Gräsbeck syndrome)‏، هي شكل عائلي متنحي نادر من نقص فيتامين بي12 الناجم عن خلل في مستقبل «الكوبام» الموجود في اللفائفي نهاية الأمعاء الدقيقة. يتكون هذا المستقبل من بروتينين، أمنيونليس (AMN)، وكوبيلين. يمكن أن يتسبب عيب في أي من مكونات البروتين هذه في حدوث هذه المتلازمة. يعتبر مرض نادر، مع انتشار حوالي 1 من 200000، وعادة ما يظهر في المرضى من أصل أوروبي.
فيتامين بي12 هو فيتامين مهم ضروري للأداء السليم لنخاع العظام؛ إذا كان ناقصا، قد يؤدي ذلك إلى ضعف الإنتاج وحدوث فقر الدم. يحتوي فيتامين بي12 على شكلين، أحدهما، إلى جانب الفولات، مهم في تخليق الحمض النووي. فيتامين بي12 حساس للتشوه الحمضي في المعدة، لذلك يقوم جزيء يسمى هابتوكورين (عامل R) بحمايته في المعدة. في الأمعاء الدقيقة، يسمح جزيء يسمى العامل الجوهري (IF) بامتصاص فيتامين بي12 في اللفائفي. تحدث المتلازمة بسبب طفرة في المستقبلات الموجودة في الجزء الطرفي من اللفائفي. هذا سبب نادر جدًا وغير محتمل لنقص فيتامين بي12 ولكنه سبب مع ذلك.
نظرا لأن علم الأمراض الأساسي يرجع إلى عدم القدرة على امتصاص فيتامين بي12 من الأمعاء، فإن الحل هو الحقن العضلي لفيتامين بي12. التوقيت ضروري، حيث يمكن عكس بعض الآثار الجانبية لنقص فيتامين بي12، لكن بعض الآثار الجانبية لا رجعة فيها لأنها من مصدر عصبي (مثل علامات التبويب الظهرية والاعتلال العصبي المحيطي). يجب ممارسة شكوك عالية عندما يعاني حديثي الولادة أو المرضى من الأطفال من فقر الدم، البروتين في البول، المدخول الغذائي الكافي من فيتامين بي12، وعدم وجود علامات على فقر الدم الخبيث.